# 261 f.Kr.

## Händelser

### Efter plats

#### Romerska republiken
- Romarna, som har bestämt sig att ta kontrollen över Sicilien från Karthago, bygger upp en flotta baserad på en modell av en erövrad karthagisk quinquerem.

#### Seleukiderriket
- Den nye seleukiderkungen Antiochos II sluter ett avtal med kung Antigonos II Gonatas av Makedonien om samarbete för att försöka driva ut Ptolemaios II:s flotta och arméer ur Egeiska havet. Med makedoniskt stöd inleder Antiochos II ett anfall mot Ptolemaios utposter i Mindre Asien.